# 1955 en football
Cet article présente les faits marquants de l'année 1955 en football.

## Chronologie
- 17 mars : à Madrid, l'équipe d'Espagne s'incline 1-2 face à l'équipe de France.
- 30 mars : l'Argentine remporte sa septième Copa América en battant le Chili lors du dernier match 1-0.
  - Article de fond : Copa América 1955

- 3 avril : au Stade olympique Yves-du-Manoir de Colombes, l'équipe de France s'impose 2-0 face à l'équipe de Suède.
- 15 mai : au Stade olympique Yves-du-Manoir de Colombes, l'équipe de France s'impose 1-0 face à l'équipe d'Angleterre.
- 29 mai : le Lille OSC remporte la Coupe de France face aux Girondins de Bordeaux, 5-2.

- 9 octobre : à Bâle, l'équipe de Suisse s'incline 1-2 face à l'équipe de France.
- 23 octobre : à Moscou, l'équipe d'URSS et l'équipe de France font match nul 2-2.
- 11 novembre : au Stade olympique Yves-du-Manoir de Colombes, l'équipe de France et l'équipe de Yougoslavie font match nul 1-1.
- 25 décembre : à Bruxelles, l'équipe de Belgique s'impose 2-1 face à l'équipe de France.

## Mai
- 29 mai : l'ESFM Guelma remporte la Ligue des champions de l'ULNA devant le maître nord-africain, Wydad AC, 2-1 au Stade Marcel Cerdan à Casablanca.

## Champions nationaux
- Allemagne : Rot-Weiss Essen
- Angleterre : Chelsea FC
- Argentine : River Plate
- Chili : CD Palestino
- Département d'Alger : GS Alger
- Département de Constantine : ESFM Guelma
- Département d'Oran : SC Bel-Abbès
- Espagne : Real Madrid
- France : Stade de Reims
- Hongrie : Budapest Honvéd
- Italie : Milan AC
- Maroc : Wydad AC
- Tchécoslovaquie : Slovan Bratislava
- Tunisie : CS Hammam Lif

## Août
- 28 août : le Wydad AC remporte la Supercoupe du Maroc devant le KAC Marrakech sur le score de 1-0 au Stade Marcel Cerdan à Casablanca.

## Novembre
- 19 novembre : le Wydad AC remporte la Coupe d'Élite devant le Fath US sur le score de 1-0 au Stade Belvédère à Rabat.

## Naissances
Plus d'informations : Liste d'acteurs du football nés en 1955.
- 14 janvier : Dominique Rocheteau, footballeur français.
- 19 janvier : Uwe Reinders, footballeur allemand.
- 8 mars : João Batista da Silva, footballeur brésilien.
- 17 mars : Élie Baup, footballeur puis entraîneur français.
- 5 avril : Christian Gourcuff , footballeur puis entraîneur français.
- 13 avril : Safet Sušić, footballeur yougoslave.
- 21 avril : Erick Mombaerts, footballeur puis entraîneur français.
- 5 juin : Edinho, footballeur brésilien.
- 12 juin : Guy Lacombe, footballeur puis entraîneur français.
- 21 juin : Michel Platini, footballeur français, entraîneur, président de l'UEFA.
- 23 juin : Jean Tigana, footballeur puis entraîneur français.
- 25 juin : Maxime Bossis, footballeur français.
- 29 juillet : Jean-Luc Ettori, footballeur français.
- 25 septembre : Karl-Heinz Rummenigge, footballeur allemand.
- 11 octobre : Hans-Peter Briegel, footballeur allemand.
- 3 décembre : Alberto Tarantini, footballeur argentin.

## Décès
- 11 août : Bert Freeman, footballeur anglais.

## Liens
- RSSSF : Tous les résultats du monde